# Strongylurus thoracicus
Strongylurus thoracicus là một loài bọ cánh cứng trong họ Cerambycidae.